# Uralkodók listái országonként
E lista az uralkodók (fáraók, császárok, királyok stb.) életrajzainak listáit tartalmazza az országok, államok nevének betűrendjében.  Történelmi államok esetén zárójelben szerepel a jelenkori államokhoz viszonyított elhelyezkedésük.
| Ábécé szerinti tartalomjegyzék                                                                           |
| --- |
| A, Á B C Cs D Dz Dzs E, É F G Gy H I, Í J K L Ly M N Ny O, Ó Ö, Ő P Q R S Sz T Ty U, Ú Ü, Ű V W X Y Z Zs |

## A, Á
- Afganisztán uralkodóinak listája
- Akháj Fejedelemség (a mai Görögország területén)
- Akkád uralkodóinak listája (a mai Irak területén)
- Akszúmi uralkodók listája (a mai Eritrea és Etiópia területén)
- Alalah–Ugarit uralkodóinak listája (a mai Szíria területén)
- Albánia uralkodóinak listája
- Alemann királyok listája (a mai Németország területén)
- Algériai muszlim uralkodók listája
- Almería emíreinek listája (a mai Spanyolország területén)
- Anatóliai bejek listája (a mai Törökország területén)
- Ani királyainak listája (a mai Örményország területén)
- Anjou grófjainak és hercegeinek listája (a mai Franciaország területén)
- Antiochia fejedelmeinek listája (a mai Szíria területén)
- Apulia és Calabria uralkodóinak listája (a mai Olaszország területén)
- Aquitánia hercegeinek listája (a mai Franciaország területén)
- Aragónia uralkodóinak listája (a mai Spanyolország területén)
- Arany Horda kánjainak listája (a mai Oroszország területén)
- Argosz uralkodóinak listája (a mai Görögország területén)
- Asszíria uralkodóinak listája (a mai Irak területén)
- Asztraháni kánok listája (a mai Oroszország területén)
- Asztúria uralkodóinak listája (a mai Spanyolország területén)
- Athén királyainak listája (a mai Görögország területén)
- Athéni Hercegség (a mai Görögország területén)
- Athén királyainak listája (a mai Görögország területén)
- Ausztria uralkodó hercegeinek és főhercegeinek listája
- Azték uralkodók listája (a mai Mexikó területén)

## B
- Babilon királyainak listája (a mai Irak területén)
- Baden uralkodóinak listája (a mai Németország területén)
- Bahrein uralkodóinak listája
- Bajorország uralkodóinak listája (a mai Németország területén)
- Bayreuthi őrgrófok listája (Brandenburg–Kulmbach), (a mai Németország területén)
- Barcelona grófjainak listája (a mai Spanyolország területén)
- Belgium uralkodóinak listája
- Bengáli szultánok listája (a mai India területén)
- Bhután uralkodóinak listája
- Bithünia uralkodóinak listája (a mai Törökország területén)
- Bizánci császárok listája (a mai Görögország területén)
- Blois grófjainak listája (a mai Franciaország területén)
- Bosznia uralkodóinak listája
- Boszporoszi uralkodók listája (a mai Oroszország területén)
- Brabant uralkodóinak listája
- Brandenburg uralkodóinak listája (a mai Németország területén)
- Brandenburg–ansbachi őrgrófok listája (a mai Németország területén)
- Braunschweig uralkodóinak listája (a mai Németország területén)
- Brazília uralkodóinak listája
- Bretagne uralkodóinak listája (a mai Franciaország területén)
- Brit-szigetek uralkodóinak listája
- Briton uralkodók listája (a mai Nagy-Britannia területén)
- Brunei uralkodóinak listája
- Buharai kánok listája (a mai Kazahsztán területén)
- Bulgária uralkodóinak listája
- Burgund királyok listája (a mai Franciaország területén)
- Burma uralkodóinak listája
- Burundi uralkodóinak listája
- Büblosz uralkodóinak listája (a mai Libanon területén)

## C
- Champagne uralkodóinak listája (a mai Franciaország területén)
- A Ciprusi Királyság uralkodóinak listája
- Córdoba kalifáinak listája (a mai Spanyolország területén)

## Cs
- Csagatáj kánok listája (a mai Kazahsztán területén)
- Csehország uralkodóinak listája
- Csola királyok listája (a mai India területén)

## D
- Dalai lámák listája (Tibeti világi uralkodó is!) (a mai Kína területén)
- Dák királyok listája (a mai Románia területén)
- Dál Riata uralkodóinak listája (a mai Nagy-Britannia területén)
- Dánia uralkodóinak listája
- Deheubarth uralkodóinak listája (a mai Nagy-Britannia területén)
- Delhi szultánjainak listája (a mai India területén)
- Dublini királyok listája (a mai Írország területén)
- Duklja uralkodóinak listája (a mai Szerbia területén)
- Durazzói kormányzók (a mai Albánia területén)

## E, É
- Ebla királyainak listája (a mai Szíria területén)
- Egyiptomi fáraók listája
- Egyiptomi muszlim uralkodók listája
- Az Egyesült Arab Emírségek uralkodóinak listája
- Elám uralkodóinak listája (a mai Irán területén)
- Épeirosz uralkodóinak listája (a mai Görögország területén)
- Erdélyi fejedelmek listája (a mai Románia területén)
- Az ernesztida szász hercegségek uralkodóinak listája (a mai Németország területén)
- Esnunna uralkodóinak listája (a mai Irak területén)
- Essex királyai (a mai Nagy-Britannia területén)
- Északi Jüan kánok listája (a mai Mongólia területén)
- Etiópia uralkodóinak listája

## F
- Flandria grófjainak listája (a mai Belgium területén)
- Fáraók listája (a mai Egyiptom területén)
- Franciaország uralkodóinak listája
- Frankföld uralkodóinak listája (a mai Németország területén)
- Frank királyok listája (a mai Franciaország területén)
- Frízia uralkodóinak listája (a mai Hollandia területén)

## G
- Galicia uralkodóinak listája (a mai Spanyolország területén)
- Gepida királyok listája (a mai Magyarország területén)
- Görög-Baktria uralkodóinak listája (a mai Afganisztán területén)
- Görögország uralkodóinak listája
  - Ókori görög uralkodók listája
- Granada uralkodóinak listája (a mai Spanyolország területén)
- Grúzia uralkodóinak listája
- Gupta uralkodók listája (a mai India területén)
- Gurgum királyainak listája (a mai Szíria területén)

## H
- Hainaut grófjainak listája (a mai Belgium területén)
- Halics uralkodóinak listája (a mai Ukrajna területén)
- Hamát uralkodóinak listája (a mai Szíria területén)
- Hannover uralkodóinak listája (a mai Németország területén)
- Havasalföldi fejedelmek listája (a mai Románia területén)
- Hawaii uralkodóinak listája
- Herul királyok listája (a mai Németország területén)
- Hesseni tartománygrófok és választófejedelmek listája (a mai Németország területén)
- Hettita uralkodók listája (a mai Törökország területén)
- Hivai kánok listája (a mai Üzbegisztán területén)
- Hojszala uralkodók listája (a mai India területén)
- Hollandia uralkodóinak listája
- Horvátország uralkodóinak listája
- Hun uralkodók listája (a mai Oroszország, Ukrajna, Magyarország területén)
- Hvárezmi sahok listája (a mai Irán területén)
- Hwicce uralkodóinak listája (a mai Nagy-Britannia területén)

## I, Í
- Illír uralkodók listája (a mai Horvátország és Bosznia területén)
- Irak uralkodóinak listája
- India portugál alkirályainak listája
- Inka uralkodók listája (a mai Peru területén)
- Írország uralkodóinak listája
- Itália uralkodóinak listája (Olaszország is)

## J
- Jamhad uralkodóinak listája (a mai Szíria területén)
- Japán császárainak listája
- Jemen uralkodóinak listája
- Jeruzsálem királyainak listája (a mai Izrael területén)
- Jordánia uralkodóinak listája

## K
- Kalifák listája (vallási és világi vezető a mai Közel-kelet területén)
- Kalmük kánok listája (a mai Oroszország területén)
- Kambodzsa uralkodóinak listája
- Kanva uralkodók listája (a mai India területén)
- Kappadókia uralkodóinak listája (a mai Törökország területén)
- Karahánida uralkodók listája (a mai Kazahsztán, és Üzbegisztán területén)
- Karintiai hercegek listája (a mai Németország területén)
- Karthágó uralkodóinak listája (a mai Tunézia területén)
- Karkemis uralkodóinak listája (a mai Szíria területén)
- Kaszim kánok listája (a mai Oroszország területén)
- Kasztília uralkodóinak listája (a mai Spanyolország területén)
- Katar uralkodóinak listája
- Kazak kánok listája (a mai Kazahsztán területén)
- Kazáni kánok listája (a mai Oroszország területén)
- Kelet-Anglia királyai (a mai Nagy-Britannia területén)
- Keleti gót királyok listája (a mai Olaszország területén)
- Kent királyai (a mai Nagy-Britannia területén)
- Kínai uralkodók listája
- Kizzuvatna uralkodóinak listája (a mai Törökország területén)
- Kokandi kánok listája (a mai Kirgizisztán területén)
- Kommagéné uralkodóinak listája (a mai Szíria területén)
- Kongó uralkodóinak listája
- Konstantinápolyi Latin Császárság (a mai Törökország területén)
- Korea uralkodóinak listája
- Krími kánok listája (a mai Oroszország területén)
- Kumaha királyainak listája (a mai Szíria területén)
- Kurföld hercegeinek listája (a mai Lettország területén)
- Kusán uralkodók listája (a mai India területén)
- Kuvait uralkodóinak listája

## L
- Lagas uralkodóinak listája (a mai Irak területén)
- Laosz uralkodóinak listája
- Lausitzi tartománygrófok listája (a mai Németország területén)
- Longobárd királyok listája (a mai Olaszország területén)
- Lengyelország uralkodóinak listája
- León uralkodóinak listája (a mai Spanyolország területén)
- Libanoni emírek listája
- Liechtenstein uralkodóinak listája
- Litvánia uralkodóinak listája
- Lotaringia uralkodóinak listája (a mai Franciaország, és Belgium területén)
- Luxemburg nagyhercegeinek listája
- Lüd uralkodók listája (a mai Törökország területén)
- Lüneburg uralkodóinak listája (a mai Németország területén)

## M
- Madagaszkár uralkodóinak listája
- Magyarország uralkodóinak listája
- Maja királyok listája (a mai Mexikó és Közép-Amerika területén)
- Makedón királyok listája (a mai Görögország és Macedónia területén)
- Mali uralkodóinak listája
- Mallorca uralkodóinak listája (a mai Spanyolország területén)
- Málta államfőinek listája
- Man sziget és a Hebridák uralkodóinak listája (a mai Nagy-Britannia területén)
- Man sziget királyainak listája (a mai Nagy-Britannia területén)
- Man sziget lordjainak listája (a mai Nagy-Britannia területén)
- Mantova uralkodóinak listája (a mai Olaszország területén)
- Mári uralkodóinak listája (a mai Szíria területén)
- Marokkó uralkodóinak listája
- Mataram Királyság (a mai Indonézia területén)
- Maurja uralkodók listája (a mai India területén)
- Mecklenburg uralkodóinak listája (a mai Németország területén)
- Meißen őrgrófjainak listája (a mai Németország területén)
- Melíd uralkodóinak listája (a mai Szíria területén)
- Meránia hercegeinek listája (a mai Horvátország területén)
- Mercia királyai (a mai Nagy-Britannia területén)
- Méd királyok listája (a mai Irán területén)
- Milánó uralkodóinak listája (a mai Olaszország területén)
- Mitanni királyainak listája (a mai Szíria területén)
- Modena, Reggio és Ferrara hercegeinek listája (a mai Olaszország területén)
- Mogul uralkodók listája (a mai India területén)
- Moldvai fejedelmek listája (a mai Románia területén)
- Monaco uralkodóinak listája
- Mongol kánok listája
- Montenegró uralkodóinak listája
- Moreai despoták listája
- Morva őrgrófok listája
- Mukis királyainak listája (a mai Szíria területén)
- Mükéné uralkodóinak listája (a mai Görögország területén)

## N
- Nagymorva uralkodók listája
- Namur grófjainak listája (a mai Belgium területén)
- Nápoly és Szicília uralkodóinak listája (A két Szicília Királysága) (a mai Olaszország területén)
- Nápolyi alkirályok listája (a mai Olaszország területén)
- Nápoly uralkodóinak listája (a mai Olaszország területén)
- Nassau uralkodóinak listája (a mai Németország területén)
- Navarra uralkodóinak listája (a mai Spanyolország területén)
- Német királyok listája
- Német császárnék és királynék listája
- Nepál uralkodóinak listája
- Nevers grófjainak listája (a mai Franciaország területén)
- Nikaiai Császárság
- Normandia hercegeinek listája (a mai Franciaország területén)
- Northumbria királyai (a mai Nagy-Britannia területén)
- Norvégia uralkodóinak listája
- Numidia uralkodóinak listája

## Ny
- A nyugati császárok listája (frank, francia, német császárok)
- Nyugati gót királyok listája (a mai Franciaország, és Spanyolország területén)

## O, Ó
- Obodrita uralkodók listája (a mai Németország területén)
- Odrüsz uralkodók listája (a mai Bulgária területén)
- Omán uralkodóinak listája
- Oroszország uralkodóinak listája
- Oszmán szultánok listája (a mai Törökország területén)
- Osztrák császárok listája (a mai Ausztria területén)
- Osztrák császárnék listája (a mai Ausztria területén)

## Ö, Ő
- Örményország uralkodóinak listája

## P
- Pála uralkodóinak listája (a mai India területén)
- Pápák listája (a mai Vatikán, és Olaszország területén)
- Parma uralkodóinak listája (a mai Olaszország területén)
- Pártus királyok listája (a mai Irán területén)
- Pergamon királyainak listája (a mai Törökország területén)
- Perzsia királyainak listája (a mai Irán területén)
- Perzsiai muszlim uralkodók listája (a mai Irán területén)
- Pfalz uralkodóinak listája (a mai Németország területén)
- Pikt uralkodók listája (a mai Nagy-Britannia területén)
- Pomerániai hercegek listája (a mai Lengyelország területén)
- Pontosz uralkodóinak listája (a mai Törökország területén)
- Portugália uralkodóinak listája
- Powys uralkodóinak listája (a mai Nagy-Britannia területén)
- Provence grófjainak listája (a mai Franciaország területén)

## R
- Románia uralkodóinak listája (a mai Románia területén)
- Római császárok listája betűrendben
- Római császárok listája időrendben
- Római királyok listája

## S
- Savoya uralkodóinak listája (a mai Olaszország területén)
- Schleswig hercegeinek listája (a mai Németország területén)
- Schauenburg és Holstein grófjainak listája (a mai Németország területén)
- Sevilla királyainak listája (a mai Spanyolország területén)
- Skandináviai gót királyok listája (a mai Svédország területén)
- Skócia uralkodóinak listája (a mai Nagy-Britannia területén)
- Spanyolország uralkodóinak listája
- Strathclyde uralkodóinak listája (a mai Nagy-Britannia területén)
- Sumer királyok listája (a mai Irak területén)
- Sumer királylista
- Sussex uralkodóinak listája (a mai Nagy-Britannia területén)
- Sváb uralkodók listája (a mai Németország területén)
- Svédország uralkodóinak listája

## Sz
- Szamal uralkodóinak listája (a mai Törökország területén)
- Szardínia királyainak listája (a mai Olaszország területén)
- Szászánida uralkodók listája (a mai Irán területén)
- Szászország uralkodóinak listája (a mai Németország területén)
- Szaúd-Arábia uralkodóinak listája
- Szeleukida uralkodók listája (a mai Szíria, Irak, és Irán területén)
- Szeldzsuk uralkodók listája (a mai Irak, és Irán területén)
- Szerbia uralkodóinak listája
- Szibériai kánok listája (a mai Oroszország területén)
- Szomália uralkodóinak listája
- Szongai uralkodóinak listája (a mai Niger területén)
- Szóphéné királyainak listája (a mai Örményország területén)
- Szunga uralkodók listája (a mai India területén)
- Szúri uralkodók listája (a mai India területén)
- Szváziföld uralkodóinak listája
- Szvév uralkodók listája (a mai Spanyolország területén)

## T
- Tabaal uralkodóinak listája (a mai Törökország területén)
- Tahiti uralkodóinak listája
- Thaiföld uralkodóinak listája
- Thesszalonikéi Királyság (a mai Görögország területén)
- Tirka uralkodóinak listája (a mai Szíria területén)
- Tirünsz uralkodóinak listája (a mai Görögország területén)
- Tibeti uralkodók listája
- Tonga uralkodóinak listája
- Toszkána uralkodóinak listája (a mai Olaszország területén)
- Toulouse uralkodóinak listája (a mai Franciaország területén)
- Trapezunti császárok listája (a mai Törökország területén)
- Tunézia uralkodóinak listája
- Tuvalu uralkodóinak listája
- Türingia uralkodóinak listája (a mai Németország területén)
- Türk uralkodók listája
- Türosz uralkodóinak listája (a mai Libanon területén)

## U, Ú
- Ugarit uralkodóinak listája (a mai Szíria területén)
- Urartu királyainak listája (a mai Örményország területén)

## Ü, Ű
- Üzbég kánok listája (a mai Üzbegisztán területén)

## V
- Valencia uralkodóinak listája (a mai Spanyolország területén)
- Vandál királyok listája (a mai Algéria, és Tunézia területén)
- Vatikán: Római pápák listája (a mai Vatikán, és Olaszország területén)
- Velencei dózsék listája (a mai Olaszország területén)
- Vermandois grófjainak listája (a mai Franciaország területén)
- Vidzsajangari uralkodók listája (a mai India területén)
- Vietnam uralkodóinak listája

## W
- Wales uralkodóinak listája (a mai Nagy-Britannia területén)
- Wessex királyai (a mai Nagy-Britannia területén)
- Württemberg uralkodóinak listája (a mai Németország területén)

## Z
- Zanzibár uralkodóinak listája (a mai Tanzánia területén)

## Zs
- Zsidó királyok listája (a mai Izrael területén)

| Ábécé szerinti tartalomjegyzék                                                                           |
| --- |
| A, Á B C Cs D Dz Dzs E, É F G Gy H I, Í J K L Ly M N Ny O, Ó Ö, Ő P Q R S Sz T Ty U, Ú Ü, Ű V W X Y Z Zs |